# Mycalidae
Mycalidae is een familie van sponsdieren uit de klasse van de Demospongiae (gewone sponzen).

## Geslachten
- Mycale Gray, 1867
- Phlyctaenopora Topsent, 1904